# Попытка теракта на Таймс-сквер
1 мая 2010 года офицером конной полиции Нью-Йорка была раскрыта попытка взрыва автомобиля на площади Таймс-сквер после того, как уличные торговцы сообщили ему о дыме, идущем из припаркованного автомобиля. Бомба в машине воспламенилась, но не взорвалась и была обезврежена командой сапёров.
Через два дня после инцидента федеральными агентами был задержан Файзал Шахзад, тридцатилетний уроженец Пакистана, проживающий в Бриджпорте, штат Коннектикут, который получил американское гражданство в апреле 2009 года. Он был задержан в международном аэропорту имени Джона Кеннеди после того, как зашёл на борт рейса 202 сообщением Нью-Йорк — Дубай; самолёт уже начал движение по взлётно-посадочной полосе, однако взлёт был отменён. По сообщениям американских официальных лиц, он признался в попытке взрыва автомобиля и сообщил, что проходил обучение в террористском тренировочном лагере в Пакистане.
По словам генерального прокурора США Эрика Холдера целью Шахзада было «убить американцев». 4 мая федеральным судом Шахзаду было выдвинуто обвинение в «терроризме и попытке использования оружия массового поражения». В Пакистане в связи с данным инцидентом было арестовано более десятка людей. Шахзад сообщил следователям, что его вдохновил Анвар аль-Авлаки, с которым он держал связь через Интернет. Вначале версия об ответственности пакистанского Талибана была отвергнута, однако позднее Холдер заявил, что пакистанский Талибан руководил терактом и вероятно финансировал его. Джон Бреннан, главный советник по антитеррористической деятельности президента США Барака Обамы, заявил: «Это группа, которая тесно связана с Аль-Каидой. Они тренируются вместе, планируют вместе… Они почти неразделимы».
Президент США Барак Обама сказал, что американцы «не сожмутся от страха» из-за этой попытки, а мэр Нью-Йорка Майкл Блумберг предупредил: «Мы не потерпим никакой дискриминации или ответной реакции по отношению к мусульманам Нью-Йорка».
Государственный секретарь США Хиллари Клинтон предупредила о «жестоких последствиях», которые могут отразиться на Пакистане, в случае успешной реализации подобного теракта. Выявленные связи террориста с пакистанским Талибаном повлекли к тому, что администрация Обамы готова к ответным мерам в случае будущего успешного теракта вплоть до одностороннего военного удара по вооружённым формированиям в Пакистане.

## Попытка взрыва автомобиля
Тёмно-синий автомобиль Nissan Pathfinder 1993 года выпуска c тёмными тонированными стёклами, как видно на видео камер слежения, въехал на Таймс-сквер 1 мая 2010 года приблизительно в 18:28 местного времени. Через две минуты двое уличных торговцев, продавец футболок Лэнс Ортон (56 лет) и продавец сумок Дуэйн Джексон (58 лет), заметили дым, исходящий из отверстий вблизи заднего сидения пустой машины, которая была припаркована с включенными мотором и аварийной световой сигнализацией. Они также слышали звуки взрыв-пакетов.
Уличные торговцы были первыми, кто обнаружил угрозу, информация о которой была донесена до конного полицейского. Машины была припаркована в месте с множеством туристов в восточном углу небоскрёба Уан-Астор-Плаза (перекрёсток Западной 45-й улицы и Бродвея), вблизи ко входу в театр «Минскофф», где проходил показ мюзикла «Король лев». Офицер полиции, подойдя к машине, увидел дым, канистры внутри автомобиля и почувствовал запах пороха. Он незамедлительно вызвал подкрепление, команду сапёров и пожарных.
С территории, оцепленной от 43-й улицы до 49-й улицы по 7-му авеню и с 45-й улицы от 7-го авеню до 8-го авеню, были быстро эвакуированы все транспортные средства и люди, включая зрителей бродвейских представлений. Кроме того были эвакуированы люди из нескольких зданий вдоль улицы, где был припаркован Nissan Pathfinder, включая гостиницу New York Marriott Marquis. Многие театры Бродвея были вынуждены отложить свои представления, и они были показаны ночью.
Автомобиль горел, однако устройство не детонировало. Команда сапёров по прибытии использовала дистанционно управляемое устройство, чтобы выбить стекло автомобиля и изучить его содержимое.
В задней части машины были обнаружены: два дорожных будильника с батареями, которые очевидно являлись устройствами запуска, соединённых проводами с двумя красными канистрами бензина объёмом по 5 галлонов, взрыв-пакеты М-88 внутри металлического контейнера, порох, три полные цистерны с пропаном объёмом по 20 галлонов и ящик для оружия, в котором были бомба-скороварка, набитая проводами, подключенными к будильникам, 110 кг удобрений на основе мочевины в 8 пластиковых ёмкостях и 120 петард M-88
По мнению следователей, машинная бомба состояла из четырёх отдельных взрывных компонентов, которые в совокупном действии должны были являться одной большой бомбой. Взрыв-пакеты должны были начать запуск устройства и поджечь бензин. Это должно было вызвать взрыв, который бы захватил пропан и удобрение. Мобильный телефон и наружные часы, обнаруженные в машине могли служить отдельными часовыми устройствами для запуска взрывного устройства. Изготовитель бомбы неверно предположил, что удобрение на смеси мочевины и сахара будет работать, как на нитрате аммония, который использовался в теракте в Оклахома-Сити.
Из-за неправильного запала самодельное взрывное устройство не сработало, как ожидалось. Комиссар полиции Нью-Йорка Келли Рэймонд сообщил, что если бы взрыв произошёл, то машину бы разорвало надвое и взрыв привёл бы к значительным последствиям. По сообщению полиции, бомба могла бы также выстрелить шрапнелью, убив и ранив множество людей.

## Расследование
Вскоре после обнаружения бомбы полиция стала разыскивать мужчину, который был заснят на камеры слежения меняющим рубашку на аллее Шуберта (которая расположены между 44-й и 45-й улицами, к западу от Бродвея) и смотрел через плечо на место, где была припаркована машина. Однако к 4 мая полиция перестала им интересоваться. Следователи также искали другого мужчину, который был запечатлён на видео бегущим на север по Бродвею от места неудавшегося теракта.
На ранних стадиях расследования рассматривалось несколько версий. Рэймонд Келли отмечал возможность одиночного терроризма: «Террористический акт не обязательно должен управляться организацией, один человек может сделать это сам». Полиция также рассматривала вариант, что бомба установлена в соответствии с описанием пророка Мухаммеда в эпизоде «200» мультсериала «Южный парк», так как штаб-квартира компании Viacom, которая выпускает «Южный парк», находится рядом с местом парковки автомобиля. Следователи также обратили внимание на сходство между взрывным устройством на Таймс-сквер и двумя устройствами, использованными в Лондоне у ночного клуба Tiger Tiger в попытке теракта, организованной аль-Каидой Представитель департамента полиции Нью-Йорка заявлял: «Вы можете найти сходства среди разных нападений, но на настоящий момент у нас нет ничего, что бы подтверждало эту связь».

### Исследование автомобиля
Следователи изучали автомобиль вначале в судебном центре в Джаймейке (Куинс), на наличие волокон, отпечатков пальцев, волос, образцов ДНК и попытались отследить, где были приобретены материалы для бомбы. Комиссар Келли сообщил, что бомба изготовлена из общедоступных компонентов. В покупке материалов для взрывного устройства участвовало ещё не менее трёх человек помимо Шахзада. Автомобиль Nissan Pathfinder и компоненты бомбы были доставлены в лабораторию ФБР в Куантико (Виргиния) для анализа.
Табличка с идентификационным номер транспортного средства была снята с машины, но полиция смогла прочесть его с нижней части моторного блока. Это привело следователей к последнему зарегистрированному владельцу внедорожника — студентке колледжа, которая продала автомобиль Шахзаду. Затем сотрудники правоохранительных органов получили одноразовый номер мобильного телефона Шахзада с мобильного телефона продавщицы машины и проверили его по базам данных. Они определили, что этот номер использовался для исходящих и входящих звонков на и с пакистанского номера телефона, который принадлежал Шахзаду. Также этот телефон использовался для звонка в магазин фейерверков в Пенсильвании. Следователи также отследили адрес его электронной почты с адреса, который он использовал для связи с продавщицей машины.
Среди ключей, обнаруженных в автомобиле Nissan Pathfinder, был ключ от дома Шахзада в Коннектикуте и от одной из его машин — чёрного Isuzu Rodeo 1998 года выпуска. Намереваясь использовать Isuzu, как машину для ухода, Шахзад оставил её в восьми кварталах от Таймс-сквер, однако забыл ключи от неё и поехал домой на поезде. На следующий день он вернулся за Isuzu со вторым ключом.
Автомобильный номер на автомобиле Pathfinder не совпадал с данными регистрации, он был снят с пикапа Ford F-150, находящегося на ремонте в Стретфорде (Коннектикут) (en:Stratford, Connecticut). С владельцем номера связались, однако выяснилось, что он не имел причастности к попытке теракта.
Чтобы определить, где автомобиль въехал на Манхеттен, сотрудниками правоохранительных органов были просмотрены записи с 82 городских камер, установленных от 34-й до 51-й улицы, между 6-й авеню (авеню Америк) и 8-й авеню, а также камер частных компаний и туристов для дополнительной информации. После ареста Шахзада на записи видеонаблюдения были обнаружены изображения Шахзада, идущего по аллее Шуберта в белой бейсболке чуть позже, чем был обнаружен дымящийся внедорожник.

### Локальные и международные связи
3 мая к расследованию приступил руководимый ФБР en:Joint Terrorism Task Force, так как стало больше известно о вероятных международных связях с данной попыткой теракта. Шахзад находился в правительственном списке наблюдения с 1999 года, так как он ввозил в США большие наличные суммы денег (приблизительно 82 500 долларов США) с увеличением ввозимой суммы примерно на 20 000 долларов США с января 1999 по апрель 2008 года.
Просмотр списка телефонных звонков Шахзада показал, что он принимал звонки из Пакистана до и после того, как приобрёл Nissan Pathfinder, что укрепило мнение следователей о том, что он действовал сообща с людьми из зарубежья.
Согласно The Wall Street Journal Шахзад проходил тренировки пакистанского Талибана по производству взрывных устройств. 6 мая газета The New York Times, цитируя различных официальных лиц, написала, что очевидна связь Шахзада с движением Талибан.
Правоохранительные органы США начали искать курьера, который помогал доставлять Шахзаду деньги для финансирования теракта. Нет записей о том, чтобы Шахзад работал после возвращения в США, однако он снимал квартиру за 1150 долларов в месяц, за которую он исправно платил, приобрёл материалы для изготовления бомбы приблизительно на 2000 долларов, заплатил наличными 1300 долларов за Nissan Pathfinder, купил за наличные билет на самолёт за 800 долларов, а также приобрёл карабин за 400 долларов.
13 мая следователи задержали в северо-восточных Штатах троих пакистанцев. Двое — кузены, жившие в доме в Уотертауне — работник автозаправочной станции в Афтаб Али Хан (27 лет, собирался улететь в Пакистан в день ареста, его виза была просрочена шесть месяцев) и таксист Пир Хан (43 года). Оба отрицали, что знают Шахзада, однако в результате обыска в их доме среди принадлежностей Афтаба Али Хана был найден конверт с фамилией Шахзада и телефонным номером, имя Шахзада и номер были также записаны в памяти мобильного телефона, предположительно принадлежавшего Афтаб Али Хану. Третьим задержанным был компьютерный программист Мохаммад Шафик Рахман (33 года), проживающий в Саут-Портленде, который знал в прошлом Шахзада, несколькими годами ранее живший в Коннектикуте и переехавший в штат Мэн приблизительно в 2008 году. Причины задержания были миграционные нарушения, а не уголовные преступления. ФБР также руководило поисками на автозаправочных станциях в близлежащих городах — Бруклайне (Массачусетс), Камдене (Нью-Джерси), Черри-Хилл (Нью-Джерси), Центерич (Нью-Йорк) (Centereach), Ширли (Нью-Йорк) (en:Shirley, New York), на Лонг-Айленде. Эрик Холдер сообщал, что перечисление данными людьми денег Шахзаду через исламскую систему перевода денег (известную как хавала) очевидно, однако не известно, были ли они осведомлены о попытке теракта.